# Saint-Georges-sur-Arnon
Saint-Georges-sur-Arnon ist eine französische Gemeinde mit 554 Einwohnern (Stand: 1. Januar 2022) im Département Indre in der Region Centre-Val de Loire; sie gehört zum Arrondissement Issoudun und zum Kanton Issoudun. Die Einwohner werden Georgiens genannt.

## Geographie
Saint-Georges-sur-Arnon liegt an der Grenze zum Département Cher am Fluss Arnon, elf Kilometer nordöstlich von Issoudun. Der Fluss Théols begrenzt die Gemeinde im Westen. Umgeben wird Saint-Georges-sur-Arnon von den Nachbargemeinden Migny im Norden, Poisieux im Norden und Nordosten, Plou im Nordosten, Chârost im Osten, Saugy im Osten und Südosten, Issoudun im Süden sowie Sainte-Lizaigne im Westen. Im Gemeindegebiet von Saint-Georges-sur-Arnon stehen drei Windparks mit insgesamt 19 Windkraftanlagen.
Durch die Gemeinde führt die Route nationale 151.

## Bevölkerungsentwicklung
| Jahr                       | 1962 | 1968 | 1975 | 1982 | 1990 | 1999 | 2006 | 2013 | 2020 |
| Einwohner                  | 360  | 326  | 295  | 335  | 383  | 430  | 503  | 576  | 572  |
| Quellen: Cassini und INSEE |      |      |      |      |      |      |      |      |      |

## Sehenswürdigkeiten

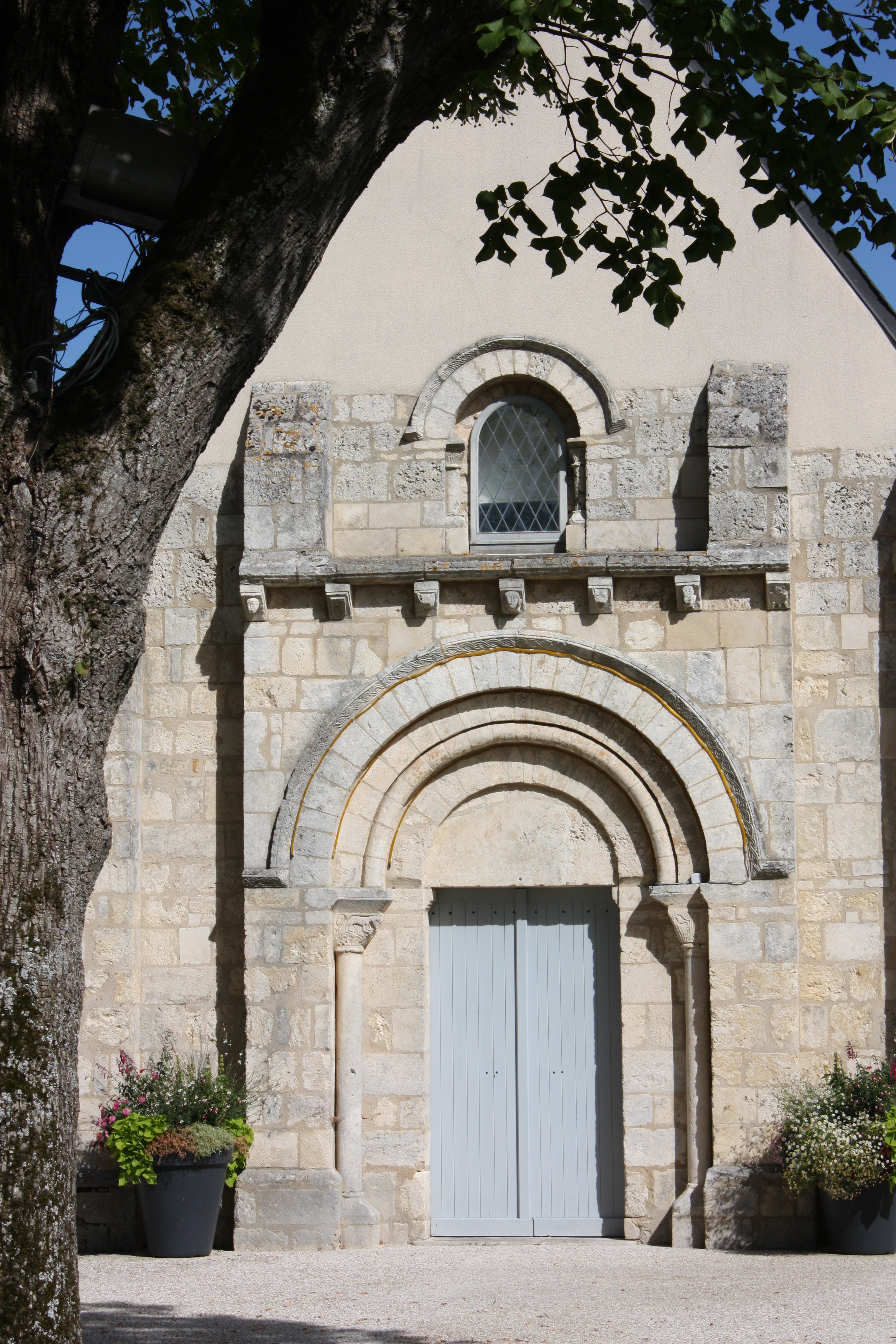
Portal der Kirche Saint-Georges

- Kirche Saint-Georges
- Wasserturm im Ortsteil Avail